# Pośredni Przysłop
Pośredni Przysłop – słabo wyodrębniony czubek grani w słowackich Tatrach Zachodnich, znajdujący się w bocznej grani Rosochy, która odbiega na południe od Banówki. Pośredni Przysłop znajduje się w tej grani pomiędzy Jałowiecką Kopą (1938 m), oddzielony od niej Jałowiecką Przełęczą (1858 m), a Jałowieckim Przysłopem (2142 m). Wschodnie stoki Pośredniego Przysłopu opadają do bocznej odnogi Szarafiowego Żlebu w Dolinie Żarskiej, zachodnie do doliny Parzychwost stanowiącej odnogę Doliny Jałowieckiej.
Pośredni Przysłop wznosi się na ok. 2026 m i jest skalisto-trawiasty. Łagodna i kopulasta grań pomiędzy Jałowiecką Przełęczą i Pośrednim Przysłopem staje się w kierunku Jałowieckiego Przysłopu mało stroma, za to wąska i przeważnie skalista. Pośredni Przysłop jest mało wybitny, ale według Józefa Nyki widoki na obie strony są urzekające. Prowadzi nim szlak turystyczny.

## Szlaki turystyczne
– od Schroniska Żarskiego, obok Symbolicznego Cmentarza Ofiar Tatr Zachodnich, przez Jałowiecką Przełęcz i Jałowiecki Przysłop na Banówkę. Czas przejścia: 3.10 h, ↓ 2.30 h.